# روخلیو فاریاس
روخلیو فاریاس (اسپانیایی: Rogelio Farías‎; ۱۳ اوت ۱۹۴۹ – ۶ آوریل ۱۹۹۵) بازیکن فوتبال اهل شیلی بود.
از باشگاه‌هایی که در آن بازی کرده‌است می‌توان به باشگاه فوتبال کادیس و باشگاه ورزشی آئوداکس ایتالیانو اشاره کرد.
وی همچنین در تیم ملی فوتبال شیلی بازی کرده‌است.